# 1963 în informatică
- 1962 în informatică — 1963 în informatică — 1964 în informatică

1963 în informatică a însemnat o serie de evenimente noi notabile: